# Serratovolva minabeensis
Serratovolva minabeensis is een slakkensoort uit de familie van de Ovulidae. De wetenschappelijke naam van de soort is voor het eerst geldig gepubliceerd in 1975 door Cate.